# Daewoo K5
Daewoo K5 je poluautomatski pištolj kalibra 9 mm kojeg je dizajnirala i proizvodi južnokorejska industrija oružja Daewoo Precision Industries. Pištolj se razvijao tijekom druge polovice 1980-ih da bi se krajem desetljeća uveo u masovnu proizvodnju. Riječ je o prvom domaćem 9 mm pištolju.

## Inačice
- Daewoo DP-51: osnovni 9 mm model,
- Daewoo DP-51C: kompaktna inačica,
- Daewoo DP-51C: kompaktna inačica,
- DH-40: model koji koristi streljivo kalibra .40SW.

## Tehničke karakteristike
K5 je 1990. godine nakon mnogih testiranja uveden u južnokorejsku vojsku kao novi standardni pištolj. Osim za domaće, Daewoo je ponuđen i inozemnom tržištu. Tijelo pištolja izrađeno je od aluminijskih legura a svi ostali dijelovi od čelika. Sigurnosna kočnica nalazi se ispod cijevi pištolja.
| Model                 | DP-51  | DP-51S | DP-51C | DH-40 |
| --------------------- | ------ | ------ | ------ | ----- |
| Streljivo             | 9×19mm | 9×19mm | 9×19mm | .40SW |
| Dužina (mm)           | 191    | 178    | 178    | 191   |
| Visina (mm)           | 122    | 122    | 114    | 122   |
| Širina (mm)           | 34     | 34     | 33     | 35    |
| Dužina cijevi (mm)    | 104    | 91     | 91     | 104   |
| Težina bez okvira (g) | 794    | 765    | 767    | 907   |
| Kapacitet okvira      | 13     | 13     | 10     | 10    |

## Korisnici
- Južna Koreja: standardni pištolj u južnokorejskim oružanim snagama.[2]
- Bangladeš: specijalna jedinica bangladeške ratne mornarice (SWADS).[3]

## Vanjske poveznice
- Daewoo DP51c Review
- Ewen Southby-Tailyour: "Jane's Special Forces Recognition Guide", 2005., London: Janes. ISBN 0-00-718329-1.
- Ian Hogg: "Jane's Guns Recognition Guide", 2. izdanje, 2000., Glasgow: Janes. ISBN 0-00-472453-4.